# Love/Loss
Pour plus de détails, voir Fiche technique et Distribution.
Love/Loss est un film britannique réalisé par Guy Daniels en 2010.

## Synopsis
Une rencontre imprévue réunie Mary et Joe (qui étaient tous les deux amoureux dans les années 1940). Mais que reste-t-il de cet amour de plus de 60 ans ? Cela n'enpéchera pas Joe et Mary d'affronter les erreurs du passé et de partager leurs souvenirs de leur amour.

## Fiche technique
- Titre : Love/Loss
- Réalisation : Guy Daniels
- Scénario : Guy Daniels
- Production : Gitte Daniels, Guy Daniels
- Montage : Simon C. Holden
- Musique : Eoghan Colgan
- Photographie : Mark Moreve
- Pays d'origine :  Royaume-Uni
- Format : couleur
- Durée : 90 minutes
- Genre : Drame et romance
- Date de sortie : 2010

## Distribution
- Keith Michell : Joe
- Virginia McKenna : Mary
- Geoffrey Bayldon : Alfie Wainwright
- Diana Quick : Angela
- Patricia Brake : Millie
- Geoffrey Whitehead : Bill
- Vanessa Kirby : Jane